# Carles Ponsí
Carles Ponsí Dalfó (Figueras, 1982) es un dibujante de cómic e ilustrador español. Colabora en la revista El Jueves, lugar donde se dio a conocer con la serie Sauna Paradise en 2007.

## Biografía
Durante la década de los 2000, Ponsí se inició obteniendo diferentes premios como el 2.º premio del Concurso de Cómic de las CCOO, el 1.er premio del Concurso de Còmic Ciutat de Girona junto con José María Izquierdo. También trabajó en la revista Cáñamo, con la serie Lucas Flaiworker, junto a José M. Izquierdo, Gómez y Quim Bou o mensualmente participó con una ilustración humorística en la revista Zero
Ha publicado en todo tipo de revistas, tanto españolas Cáñamo, Zero, Amaníaco, etc, como latinoamericanas AGMagazine, El Chamuco, Freddie, etc.) y en la versión en español de la web estadounidenses ManhuntDaily. También ha realizado viñetas políticas para Minoría Absoluta.
Como humorista creó el grupo musical satírico Gabriel y ha realizado monólogos humorísticos en Buenos Aires, Barcelona y Madrid. También guionizó la sit-com El Ronyó de la Ciutat, una radionovela de 16 episodios emitida por diversas localidades catalanas y junto Albert Puigpinós e Irene Minovas El Ronyó Produccions, realizó la serie Sona Sopar, serie de audio emitida en el programa 3xl.net de K3 de Televisión de Cataluña. También ha creado webcómic biográfico titulado 50 Sombras de Ponsí. En 2016 estrena el programa de sketches Epic Fail en Metro FM junto el monologuista Carles Artés. 
En el campo de la animación destacan los videoclips UN DEUX TROIS y Mon Petit Oiseau, canción presentada al Festival de Eurovisión de 2009 ElectronikBoy, la contraportada de Amandititita, para Sony BMG México y la portada y el libreto del 2.º CD de Mugroman. 
Se hizo conocido por su colaboración en la revista de humor El Jueves, donde publicó desde 2007 la serie Sauna Paradise. También, a partir de 2008, ha publicado la serie Juancho Lamento, dibujante sin talento en la revista Amaníaco, y, al año siguiente, Maricas desatadas en AGMagazine.
En febrero de 2016 publicó su primer cómic ¡Socorro!¡¡Mi madre tiene Facebook!! con Grafito Editorial e ilustra el libro infantil sobre una familia homoparental Martín y la tarta de chocolate de Julián Guerra para la editorial Samarcanda.
En 2020 publicó Sexo Mal, que trata sobre fallos dentro de las relaciones sexuales. El libro fue respaldado por un manifiesto contra la homofobia firmado por los principales medios especializados en cómics y divulgadores de España, tras una denuncia por parte del autor que compartió en sus redes sociales una conversación con una web que se negó a realizar una reseña de la publicación.
El 2022 publicó Amado líder, una recopilación en papel sobre una webserie protagonizada por el líder de Corea del Medio, una caricatura de Kim Jong-un. Ese mismo año, tras escribir un par de artículos satíricos sobre la religión y la iglesia católica, recibió una serie de mensajes con amenazas de muerte en redes sociales por parte de usuarios vinculados a la extrema derecha, por lo que canceló la firma de ejemplares durante el día de Sant Jordi en Barcelona.

## Publicaciones
- ¡Socorro!¡¡Mi madre tiene Facebook!! - Ed. Grafito (2016)
- Sexo Mal - Fandogamia Ediciones (2020)
- Amado líder - Fandogamia Ediciones (2022)